# Цюрупа (посёлок)
Цюрупа (укр. Цюрупа), поселок, 
Червоноармейский Первый сельский совет,
Волчанский район,
Харьковская область, Украина.
Село ликвидировано в 1991 году.

## Географическое положение
Село Цюрупа находилось на расстоянии в 1 км от Печенежского водохранилища (река Северский Донец), примыкало к сёлам Графское и Симоновка, было окружено большими лесными массивами (сосна).

## История
- 1991 — село снято с учета в связи с переселением жителей [1].